# Велимир Хлебњиков
Виктор Владимирович Хлебњиков, познатији под псеудонимом Велимир Хлебњиков (рус. Велими́р Хле́бников; Маље Дербети, 9. новембар 1885 — Крестци, 28. јун 1922) био је руски песник и прозаичар, један од највећих представника руске авангарде. Сматра се једним од родоначелника руског футуризма; реформатор поетског језика, експериментатор који је правио нове речи од корена постојећих и измислио нову синтаксу. Најбоље га је описао његов познаник Роман Јакобсон: „Укратко, он је био највећи светски песник минулог двадесетог века.”

## Објављена дела
- Краљ времена, Велимир I (1964)
- Oбијање васељене (1998)
- Ка (2014)